# Тьомкін Володимир Іонович
Володимир Іонович Тьомкін (1861 , Єлисаветград, Херсонська губернія  — 1927 , Париж ) — єврейський громадський та релігійний діяч, казенний рабин Єлисаветграда з 1893 по 1917 рік, з 1925 року — перший президент Всесвітнього союзу.

## Біографія
Народився в освіченій єврейській купецькій родині в Єлисаветграді .
У 1886 році закінчив Технологічний інститут у Санкт-Петербурзі, брав участь у студентському революційному русі і в палестинофільському русі, що зароджується, став активістом всеросійської палестинофільської організації " Ховевей Ціон ". Після закінчення інституту повернувся до Єлисаветграда, де працюючи інженером організував палестинофільський гурток. У 1884, 1887 і 1889 роках був обраний делегатом першої (установчої), другої та третьої конференцій «Ховевей Ціон» відповідно в Катовиці, Друскінінкаї та Вільно. У 1890 році, на Одеському установчому з'їзді Товариства допомоги євреям — землеробам і ремісникам у Сирії та Палестині, був направлений у складі делегації з вивчення наявних у цих землях єврейських колоній; до 1893 року очолював виконавчий комітет палестинофільського руху — Палестинське управління в Яффі. Свої враження від поїздки Володимир Тьомкін виклав у статті «Палестина та її єврейські колонії» (збірка «Сіон», потім окреме видання, СПб, 1892).
В 1893 році Володимир Тьомкін був затверджений казенним рабином Єлисаветграда і залишався на цій посаді до революційних подій 1917 року. Обирався членом Всеросійської рабинської комісії під головуванням кишинівського рабина Єгуда Лейба Цирельсона. З самого початку сіоністського руху (1897) був його активістом, брав участь у Базельських конгресах, з другого конгресу (1898) входив до виконавчого комітету Всесвітньої сіоністської організації. На п'ятому конгресі приєднався до Демократичної фракції, яку очолював на той час лікар Яків Бернштейн-Коган, входив до опозиції " плану Уганди ".
За даними пам'ятної книжки «Щорічник Голосу Півдня» 1913 року, міський рабин Єлисаветграда, інженер-технолог Володимир Іонович Тьомкін проживав у своєму будинку на розі Миргородської вулиці та Банного провулка. Канцелярія міського рабина знаходилася у будинку дешевої їдальні на Преображенській вулиці.

Володимир Тьомкін у 1910 році

Після Лютневої революції був обраний членом Установчих зборів від Херсонської губернії, а 1918 року — членом президії Єврейської національної ради України . В 1917 році був кандидатом до Всеукраїнських Установчих Зборів УНР по Харківському виборчому округу . У 1920 році переїхав до Берліна, де був членом Центрального комітету Федерації російсько-українських сіоністів, потім приєднався до створеного Володимиром Жаботинським руху ревізіоністського сіонізму. Переїхавши 1924 року до Парижа, увійшов до редколегії журналу «Світанок». В 1925 році був обраний першим президентом Всесвітнього союзу сіоністів-ревізіоністів (його брат очолював французьке відділення цього союзу).
1926 року виступив свідком на судовому процесі у справі про вбивство Симона Петлюри французьким анархістом Шоломом Шварцбардом .
Ім'ям Володимира Тьомкіна названо поселення Рамат-Тьомкін у межах міста Нетанья в Ізраїлі .

## Родина
- Брат — єврейський громадський діяч, лікар Зіновій Іонович Тьомкін.
  - Племінник — голлівудський композитор Дмитро Зіновійович Тьомкін.